# 9de Oscaruitreiking
De 9de Oscaruitreiking, waarbij prijzen werden uitgereikt aan de beste prestaties in films uit 1936, vond plaats op 4 maart 1937 in het Biltmore Hotel in Los Angeles. De ceremonie werd gepresenteerd door George Jessel. Voor het eerst waren er Oscars voor de Beste Mannelijke Bijrol en de Beste Vrouwelijke Bijrol.
De grote winnaar van de avond was The Great Ziegfeld, met in totaal zeven nominaties en drie Oscars.

## Winnaars en genomineerden

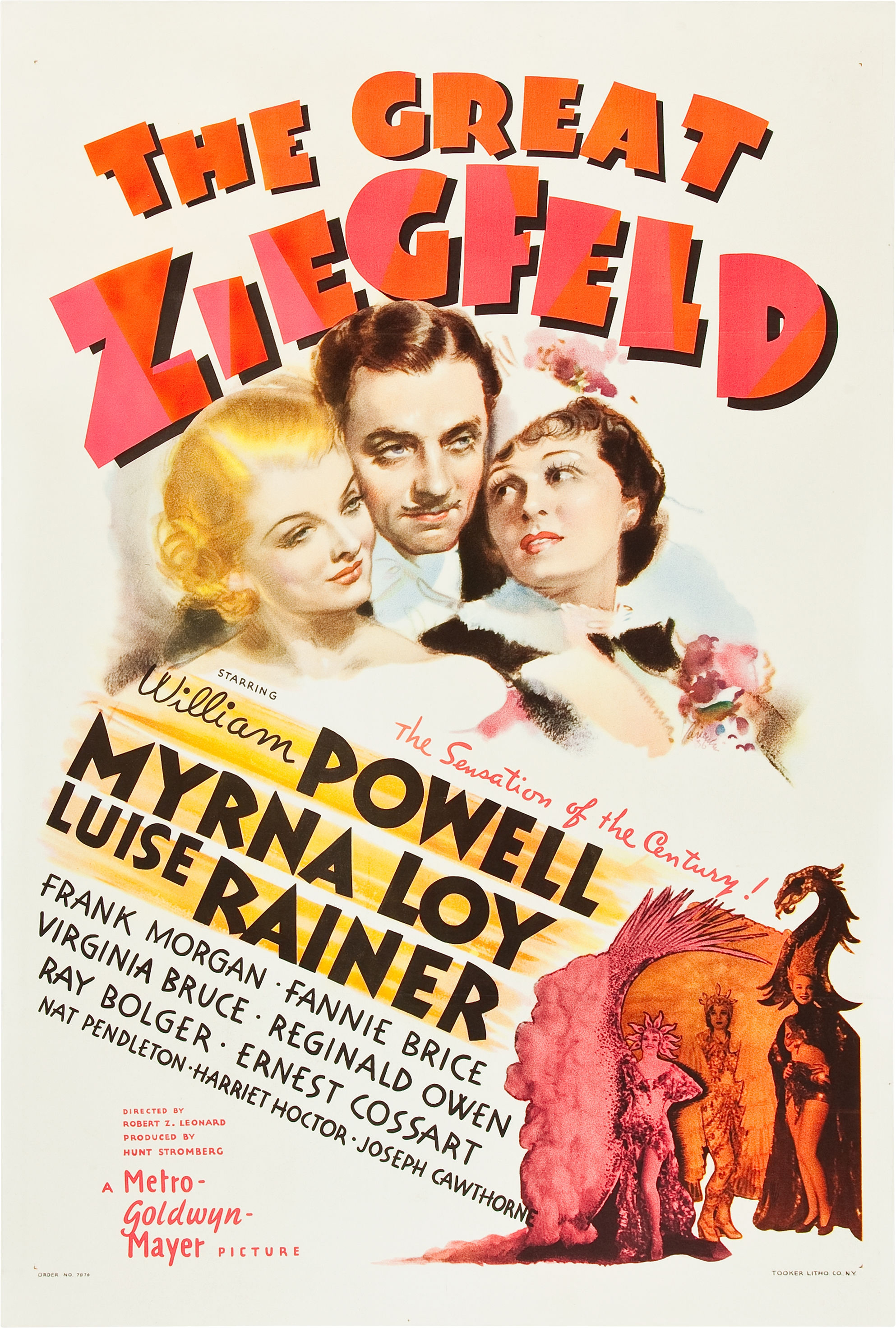
Poster The Great Ziegfeld, beste film

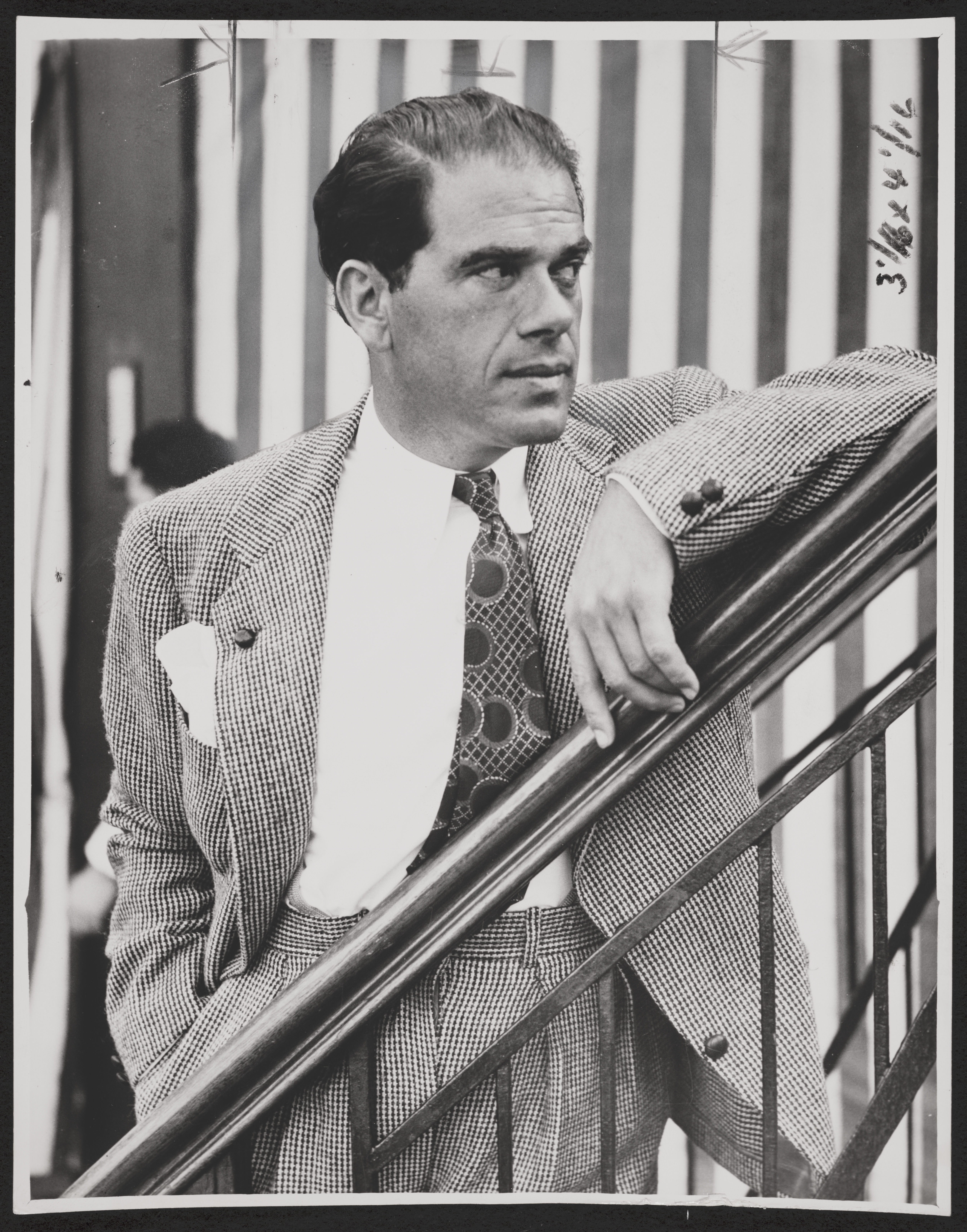
Frank Capra, beste regisseur

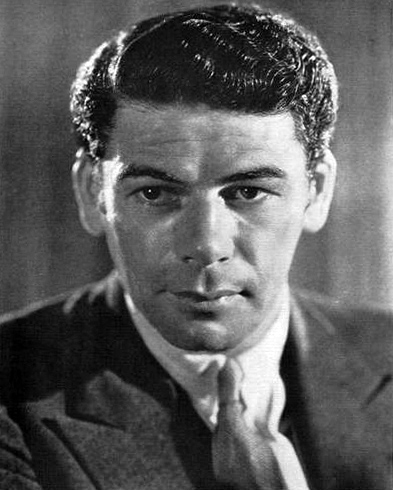
Paul Muni, beste acteur

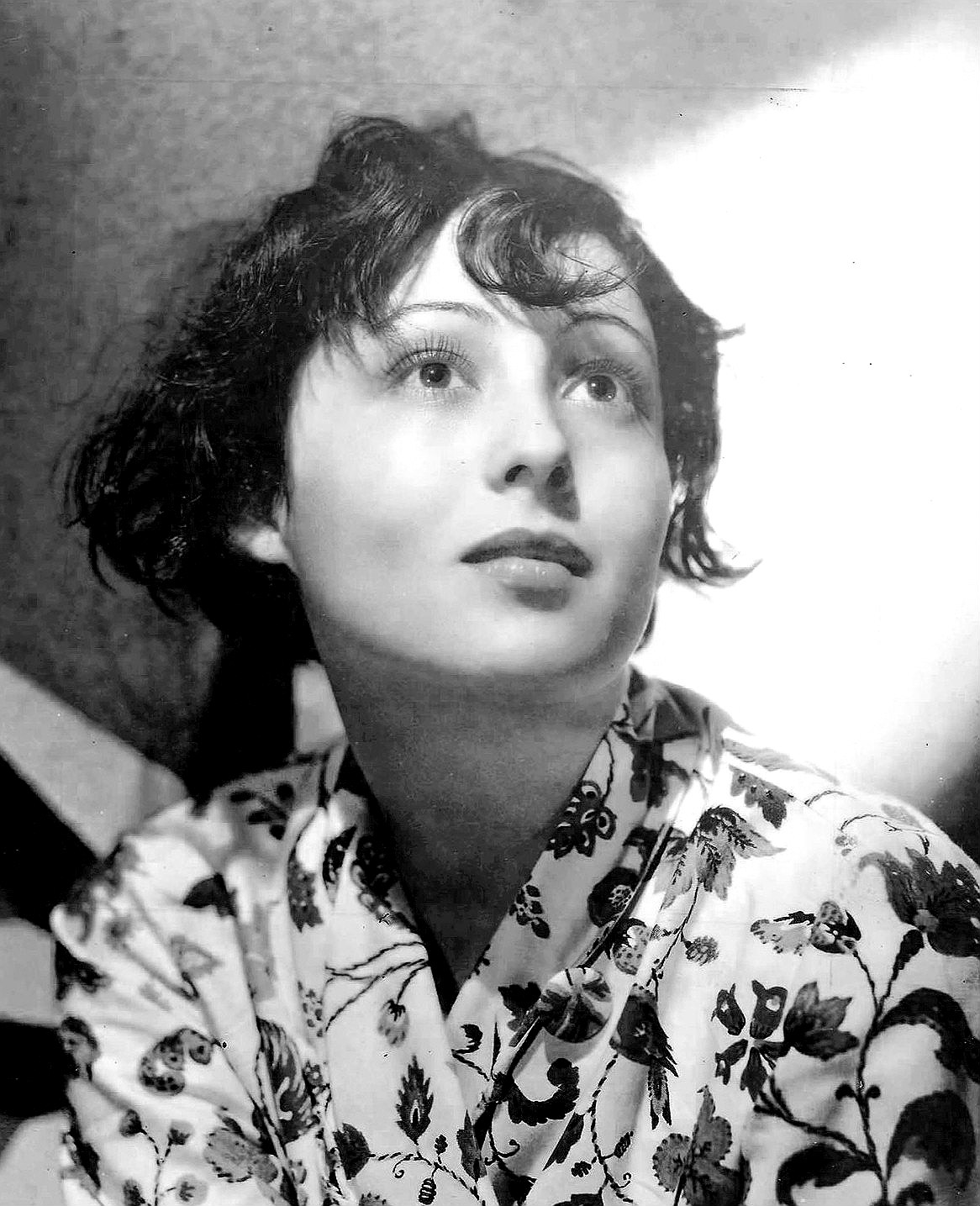
Luise Rainer, beste actrice

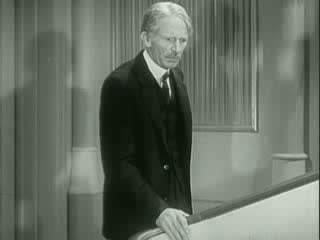
Walter Brennan, beste mannelijke bijrol

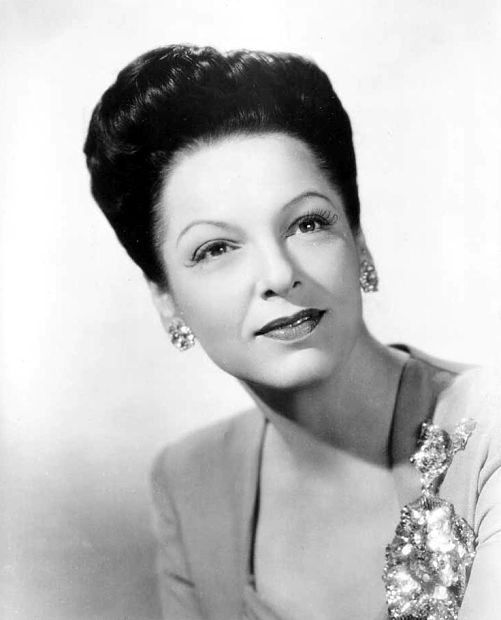
Gale Sondergaard, beste vrouwelijke bijrol

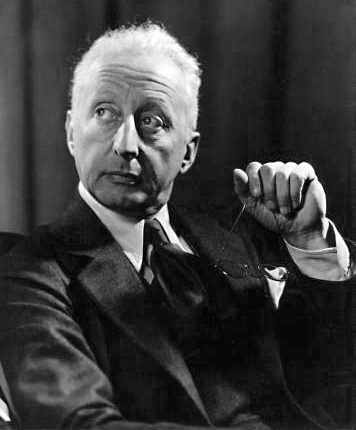
Jerome Kern, muziek beste originele nummer

De winnaars staan bovenaan in vet lettertype.

#### Beste film
- The Great Ziegfeld - Metro-Goldwyn-Mayer
  - Anthony Adverse - Warner Bros.
  - Dodsworth - Samuel Goldwyn Productions
  - Libeled Lady - Metro-Goldwyn-Mayer
  - Mr. Deeds Goes to Town - Columbia
  - Romeo and Juliet - Metro-Goldwyn-Mayer
  - San Francisco - Metro-Goldwyn-Mayer
  - The Story of Louis Pasteur - Cosmopolitan
  - A Tale of Two Cities - Metro-Goldwyn-Mayer
  - Three Smart Girls - Universal

#### Beste regisseur
- Frank Capra - Mr. Deeds Goes to Town
  - Gregory La Cava - My Man Godfrey
  - Robert Z. Leonard - The Great Ziegfeld
  - W.S. Van Dyke - San Francisco
  - William Wyler - Dodsworth

#### Beste acteur
- Paul Muni - The Story of Louis Pasteur
  - Gary Cooper - Mr. Deeds Goes to Town
  - Walter Huston - Dodsworth
  - William Powell - My Man Godfrey
  - Spencer Tracy - San Francisco

#### Beste actrice
- Luise Rainer - The Great Ziegfeld
  - Irene Dunne - Theodora Goes Wild
  - Gladys George - Valiant Is the Word for Carrie
  - Carole Lombard - My Man Godfrey
  - Norma Shearer - Romeo and Juliet

#### Beste mannelijke bijrol
- Walter Brennan - Come and Get It
  - Mischa Auer - My Man Godfrey
  - Stuart Erwin - Pigskin Parade
  - Basil Rathbone - Romeo and Juliet
  - Akim Tamiroff - The General Died at Dawn

#### Beste vrouwelijke bijrol
- Gale Sondergaard - Anthony Adverse
  - Beulah Bondi - The Gorgeous Hussy
  - Alice Brady - My Man Godfrey
  - Bonita Granville -These Three
  - Maria Ouspenskaya - Dodsworth

#### Beste bewerkte scenario
- The Story of Louis Pasteur - Pierre Collings en Sheridan Gibney
  - After the Thin Man - Frances Goodrich en Albert Hackett
  - Dodsworth - Sidney Howard
  - Mr. Deeds Goes to Town - Robert Riskin
  - My Man Godfrey - Eric Hatch en Morris Ryskind

#### Beste verhaal
- The Story of Louis Pasteur - Pierre Collings en Sheridan Gibney
  - Fury - Norman Krasna
  - The Great Ziegfeld - William Anthony McGuire
  - San Francisco - Robert Hopkins
  - Three Smart Girls - Adele Comandini

#### Beste camerawerk
- Anthony Adverse - Gaetano Gaudio
  - The General Died at Dawn - Victor Milner
  - The Gorgeous Hussy - George Folsey

#### Beste montage
- Anthony Adverse - Ralph Dawson
  - Come and Get It - Edward Curtiss
  - The Great Ziegfeld - William S. Gray
  - Lloyd's of London - Barbara McLean
  - A Tale of Two Cities - Conrad A. Nervig
  - Theodora Goes Wild - Otto Meyer

#### Beste artdirection
- Dodsworth - Richard Day
  - Anthony Adverse - Anton Grot
  - The Great Ziegfeld - Cedric Gibbons, Eddie Imazu en Edwin B. Willis
  - Lloyd's of London - William S. Darling
  - The Magnificent Brute - Albert S. D'Agostino en Jack Otterson
  - Romeo and Juliet - Cedric Gibbons, Fredric Hope en Edwin B. Willis
  - Winterset - Perry Ferguson

#### Beste originele muziek
- Anthony Adverse - Warner Bros. Studio Music Department, departementshoofd Leo Forbstein (Componist: Erich Wolfgang Korngold)
  - The Charge of the Light Brigade - Warner Bros. Studio Music Department, departementshoofd: Leo Forbstein (Componist: Max Steiner)
  - The Garden of Allah - Selznick International Pictures Music Department, departementshoofd: Max Steiner (Componist: Max Steiner)
  - The General Died at Dawn - Paramount Studio Music Department, departementshoofd: Boris Morros (Componist: Werner Janssen)
  - Winterset - RKO Radio Studio Music Department, departementshoofd: Nathaniel Shilkret (Componist: Nathaniel Shilkret)

#### Beste originele nummer
- "The Way You Look Tonight" uit Swing Time - Muziek: Jerome Kern, tekst: Dorothy Fields
  - "Did I Remember" uit Suzy - Muziek: Walter Donaldson, tekst: Harold Adamson
  - "I've Got You Under My Skin" uit Born to Dance - Muziek en tekst: Cole Porter
  - "A Melody from the Sky" uit The Trail of the Lonesome Pine - Muziek: Louis Alter, tekst: Sidney D. Mitchell
  - "Pennies from Heaven" uit Pennies from Heaven - Muziek: Arthur Johnston, tekst: Johnny Burke
  - "When Did You Leave Heaven" uit Sing, Baby, Sing - Muziek: Richard A. Whiting, tekst: Walter Bullock

#### Beste geluid
- San Francisco - Metro-Goldwyn-Mayer Studio Sound Department, Douglas Shearer
  - Banjo on My Knee - 20th Century-Fox Studio Sound Department, E.H. Hansen
  - The Charge of the Light Brigade - Warner Bros. Studio Sound Department, Nathan Levinson
  - Dodsworth - United Artists Studio Sound Department, Thomas T. Moulton
  - General Spanky - Hal Roach Studio Sound Department, Elmer A. Raguse
  - Mr. Deeds Goes to Town - Columbia Studio Sound Department, John Livadary
  - The Texas Rangers - Paramount Studio Sound Department, Franklin B. Hansen
  - That Girl from Paris - RKO Radio Studio Sound Department, J.O. Aalberg
  - Three Smart Girls - Universal Studio Sound Department, Homer G. Tasker

#### Beste korte film

##### 1 rol
- Bored of Education - Hal Roach
  - Moscow Moods - Paramount
  - Wanted, a Master - Pete Smith

##### 2 rollen
- The Public Pays - Metro-Goldwyn-Mayer
  - Double or Nothing - Warner Bros.
  - Dummy Ache - RKO Radio

##### Kleur
- Give Me Liberty - Warner Bros.
  - La Fiesta de Santa Barbara - Lewis Lewyn
  - Popular Science J-6-2 - Paramount

#### Beste korte animatiefilm
- The Country Cousin - Walt Disney
  - Old Mill Pond - Harman-Ising
  - Sinbad the Sailor - Paramount

#### Beste regieassistent
- Jack Sullivan - The Charge of the Light Brigade 
  - Clem Beauchamp - The Last of the Mohicans
  - William Cannon - Anthony Adverse
  - Joseph Newman - San Francisco
  - Eric G. Stacey - The Garden of Allah

#### Beste dansinstructie
- "A Pretty Girl Is Like a Melody" uit The Great Ziegfeld - Seymour Felix
  - "Swingin' the Jinx Away" uit Born to Dance - Dave Gould
  - "1000 Love Songs" uit Cain and Mabel - Bobby Connolly
  - "The Finale" uit Dancing Pirate - Russell Lewis
  - "Love and War" uit Gold Diggers of 1937 - Busby Berkeley
  - "Skating Ensemble" uit One in a Million - Jack Haskell
  - "Bojangles of Harlem" uit Swing Time - Hermes Pan

#### Speciale award
- The March of Time, voor zijn betekenis voor films en voor de veroorzaakte revolutie in een van de belangrijkste takken van de industrie - het filmjournaal.
- W. Howard Greene en Harold Rosson, voor de kleurencinematografie van de Selznick International Production, The Garden of Allah.[2]

## Films met meerdere nominaties
De volgende films ontvingen meerdere nominaties:
| Nominaties | Film                            | Awards |
| ---------- | ------------------------------- | ------ |
| 7          | Anthony Adverse                 | 4      |
| 7          | Dodsworth                       | 1      |
| 7          | The Great Ziegfeld              | 3      |
| 6          | My Man Godfrey                  |        |
| 6          | San Francisco                   | 1      |
| 5          | Mr. Deeds Goes to Town          | 1      |
| 4          | Romeo and Juliet                |        |
| 4          | The Story of Louis Pasteur      | 3      |
| 3          | The Charge of the Light Brigade | 1      |
| 3          | The Garden of Allah             | 1      |
| 3          | The General Died at Dawn        |        |
| 3          | Three Smart Girls               |        |
| 2          | Born to Dance                   |        |
| 2          | Come and Get It                 | 1      |
| 2          | The Gorgeous Hussy              |        |
| 2          | Lloyd's of London               |        |
| 2          | Swing Time                      | 1      |
| 2          | A Tale of Two Cities            |        |
| 2          | Theodora Goes Wild              |        |
| 2          | Winterset                       |        |